# Udo Pastörs
Udo Pastörs (Wegberg, 24 de agosto de 1952) é um militar e político neonazista alemão, filiado ao partido Nacional Democrata Alemão. Ele foi, entre 2006 e 2016, membro do Parlamento da Mecklemburgo-Pomerânia Ocidental, e em 2014 foi eleito presidente do partido.